# Everhard IV van Württemberg
Everhard IV, bijgenaamd de Jongere (Stuttgart, 23 augustus 1388 - Waiblingen, 2 juli 1419) was graaf van Württemberg.
Eberhard IV was het enige overlevende kind van graaf Everhard III en Antonia Visconti. Op 13 november 1397 verloofde hij zich met Henriëtte van Mömpelgard (nu Montbéliard in noordoost Frankrijk). Henriëtte was de erfdochter van graaf Hendrik van Orbe die in 1396, één jaar voor zijn vader Steven van Montfaucon overleed. Door het later in 1407 gesloten huwelijk viel Mömpelgard onder Württemberg.
Everhard IV hield zich sinds 1407 actief bezig met de besturing van het land. Vanaf 1409 regeerde hij tezamen met Henriëtte over het graafschap Mömpelgard. Na de dood van Everhard III (16 mei 1417) regeerde hij over heel Württemberg. Bij zijn dood, op 2 juli 1419 waren zijn zonen, de latere graven Lodewijk I en Ulrich V, respectievelijk zeven en zes jaar oud. Daarom oefende hun moeder Henriëtte het voogdijschap uit samen met 32 Württembergse raden.
De kinderen van Everhard met zijn vrouw Henriëtte van Mömpelgard waren:
- Anna, * 1408 in Waiblingen.
- Lodewijk I,
- Ulrich V (1413-), "de Veelgeliefde".